# Nong Khai (provincie)
Nong Khai is een provincie in het noordoosten van Thailand in het gebied dat ook wel Isaan wordt genoemd. In december 2002 had de provincie 909.543 inwoners, waarmee het de 23e provincie qua bevolking in Thailand is. Met een oppervlakte van 7332,3 km² is het de 27e provincie qua omvang in Thailand. De provincie ligt op ongeveer 615 kilometer van Bangkok. Nong Khai grenst kloksgewijs vanaf het noordoosten aan de provincies/landen: Laos, Nakhon Phanom, Sakon Nakhon, Udon Thani en Loei. Nong Khai heeft geen kustlijn.

## Provinciale symbolen
|  | Het provinciale zegel van Nong Khai. |

## Klimaat
De gemiddelde jaartemperatuur is 31 graden. De temperatuur varieert van 11 graden tot 41 graden. Gemiddeld valt er 1797 mm regen per jaar.

## Politiek

### Bestuurlijke indeling
De provincie is onderverdeeld in 13 districten (Amphoe) en 4 sub districten (King Amphoe) namelijk:
| Amphoe \| 1. Mueang Nong Khai 2. Tha Bo 3. Bueng Kan 4. Phon Charoen 5. Phon Phisai 6. So Phisai 7. Si Chiang Mai \| 8. Sangkhom 9. Seka 10. Pak Khat 11. Bueng Khong Long 12. Si Wilai 13. Bung Khla \| | King Amphoe 14. Sakhrai 15. Fao Rai 16. Rattanawapi 17. Pho Tak                  |  |
| 1. Mueang Nong Khai 2. Tha Bo 3. Bueng Kan 4. Phon Charoen 5. Phon Phisai 6. So Phisai 7. Si Chiang Mai                                                                                                  | 8. Sangkhom 9. Seka 10. Pak Khat 11. Bueng Khong Long 12. Si Wilai 13. Bung Khla |  |